# وين بوردن
وين بوردن هو محامي وسياسي أمريكي، ولد في 1 سبتمبر 1943، وتوفي في 20 يناير 2014. نشط حزبياً في الحزب الديمقراطي. وقد انتخب عضو مجلس ولاية مينيسوتا ‏.